# Crassispira aequatorialis
Crassispira aequatorialis là 1 loài ốc biển, là động vật thân mềm chân bụng sống ở biển trong họ Turridae.